# 揚塔約克山
11°50′04″S 76°03′25″W / 11.83444°S 76.05694°W
揚塔約克山（Yantayuq），是秘魯的山峰，位於該國中部胡寧大區，由蘇伊圖坎查區和堯利區負責管轄，屬於帕里亞卡卡山脈的一部分，海拔高度5,300米。